# Combatientes al inicio de la guerra del Pacífico
Los países beligerantes en la guerra del Pacífico fueron los aliados, Bolivia y Perú, por una parte, y Chile, por otra. La situación en la que estas tres repúblicas se encontraban al inicio de las hostilidades difería en algunos aspectos y se asemejaba en otros, aunque los historiadores neutrales coinciden en que ninguna de ellas estaba preparada para dicha guerra.
Las condiciones de cada país antes del conflicto se han investigado con una cierta profundidad —especialmente los aspectos económicos, étnicos, sociales, militares, de comunicaciones, de transportes y de infraestructura— con el fin de explicar cómo se desarrolló la guerra. Se trata de un tema que puede fácilmente ir de la descripción a una interpretación parcial de los hechos puesto que la sola selección de los temas puede denotar un prejuicio frente a la historia.

## Interés por la situación anterior a la guerra
|                | Chile         | Bolivia       | Perú          | Observaciones  |
| -------------- | ------------- | ------------- | ------------- | -------------- |
| Habitantes     | 2 075 971: 57 | 1 530 389: 41 | 2 699 106: 48 | Aproximaciones |
| Alfabetismo    | 22 %: 57      | s/i           | 18 %: 48      |                |
| Oficiales: 147 | 401           | 810           | 2746          |                |
| Tropa: 147     | 2594          | 3010          | 8346          |                |

Existen muchos escritos sobre el período anterior a la guerra.
El historiador chileno Rafael Mellafe Maturana, autor de ¿Por qué Chile ganó la guerra del Pacífico? Una aproximación, revisa cinco aspectos de la realidad preguerra: Política y gobernabilidad, Economía, Comunicaciones, Plano militar y, por último, Aspectos sociales y culturales.
El historiador peruano Jorge Basadre estudia los mismos aspectos a lo largo del volumen octavo de su obra Historia de la República del Perú y agrega otros temas, ya que su intención es dar una visión completa de lo sucedido en la época.
- diferencia entre la percepción popular y la de los gobiernos.

## Situación política
Ha llamado la atención de los historiadores la diferencia en la cultura política que existía en los tres países. A modo de ejemplo, Mellafe cita que en el período 1840-1860 Chile tuvo dos presidentes mientras Bolivia tuvo nueve y Perú, dieciséis.: 62  También Basadre y Querejazu constatan en sus obras la diferencia. Mellafe va más allá y sostiene que existía en Chile un compromiso de la élite política con la emprendedora; más precisamente, sostiene Mellafe, serían la misma clase en Chile, al contrario de los aliados, donde existía una diferencia entre quienes gobernaban y quienes conducían la economía.: 63 
Como conclusión del capítulo, Mellafe escribe:

[...] vemos que Chile era mucho más avanzado que Perú y Bolivia en lo referente a política y gobernabilidad, teniendo una estabilidad y paz social que los otros países no poseían.: 63 

## Situación económica
Los tres países eran exportadores de recursos naturales y compraban en el exterior, principalmente Gran Bretaña y Francia, productos manufacturados que la sociedad requería. Entre los más preciados artículos estaban maquinaria, locomotoras, telas, barcos, estructuras de fierro (puentes, torres de iglesias, construcciones de grandes áreas), etc. También requería de Europa tecnología para la producción de salitre.
Bolivia era proveedora para el mercado internacional de plata, oro, guano y salitre.: 63  En todas esas ramas existían importantes intereses chilenos y también en la banca. El desinterés de los empresarios bolivianos en explotar la zona del Litoral, ahora llamada Antofagasta, obligó al estado boliviano a garantizar a los empresarios chilenos estabilidad en la recaudación de impuestos para la industria del salitre.
Perú exportaba salitre, azúcar y principalmente, guano. Los ingresos recaudados por la venta del guano, el estado era dueño de las guaneras, habían permitido financiar la Era del Guano, la construcción de los ferrocarriles y un enorme despilfarro estatal con la consecuencia que la riqueza natural causó finalmente el endeudamiento del estado y el cese del pago de la deuda en el mercado internacional. Como un medio para lograr mayores recaudaciones, el estado peruano intentó crear un estanco del salitre en 1873 y luego nacionalizó las salitreras en 1875.
Chile exportaba cuero, trigo y cobre. Pero además, a falta de las riquezas naturales que ostentaba su vecino del norte, Chile había creado lo que hoy se llama un polo de inversiones en Valparaíso, desde donde se comerciaba internacionalmente el salitre "chileno" (que en realidad era peruano) y se abastecía de capitales y suministros a la región boliviana de Antofagasta y a la peruana de Tarapacá.

## Plano militar
| Chile                                                                                            | Bolivia | Perú |
| ------------------------------------------------------------------------------------------------ | ------- | ---- |
| 2440                                                                                             | 1687    | 5557 |
| 1. 2. 3. - Diferentes estimaciones por autor son dadas por Valentina Verbal Stockmayer, pág. 153 |         |      |

| Modelo                               | Cantidad | Calibre mm | Cañón kg | Alcance m | Proyectil kg |
| ------------------------------------ | -------- | ---------- | -------- | --------- | ------------ |
| Chile                                |          |            |          |           |              |
| Cañón de montaña Krupp M1873 L/21    | 12-16    | 60         | 107      | 2500      | 2.14         |
| Cañón de campaña Krupp M1867 L/25    | ¿?       | 78.5       | ¿?       | 3000      | 4.3          |
| Cañón de montaña Krupp M1879 L/13    | 38       | 75         | 100      | 3000      | 4.5          |
| Cañón de montaña Krupp M1879-80 L/74 | 24       | 87         | 305      | 4600      | 1.5          |
| Cañón de campaña Krupp M1880 L/26    | 29       | 75         | 100      | 4800      | 4.3          |
| Cañón de campaña Krupp M1873         | 12       | 87         | 450      | 4800      | 6.8          |
| Armstrong M1880 (de bronce)          | 6        | 66         | 250      | 4500      | 4.1          |
| Modelo 59 Emperador                  | 12       | 87         | ¿?       | 323       | 11.5         |
| Cañón de campaña La Hitte M1858      | 4        | 84         | ¿?       | 342       | 4.035        |
| Cañón de montaña La Hitte M1858      | 8        | 86.5       | ¿?       | 225       | 4.035        |
| Bolivia                              |          |            |          |           |              |
| Cañón de montaña Krupp M1872 L/21    | 6        | 60         | 107      | 2500      | 2.14         |
| Perú                                 |          |            |          |           |              |
| Cañón White (de montaña)             | 31       | 55         | ¿?       | 2500      | 2.09         |
| Cañón White (de campaña)             | 49       | 55         | ¿?       | 3800      | 2.09         |
| Cañón Grieve (de acero)              | 42       | 60         | 107      | 2500      | 2.14         |
| 1. 2. 3.                             |          |            |          |           |              |

| Barco de guerra | Desp. (t.l.) | Potencia Caballos de vapor | Velocidad (Nudos) | Blindaje (Pulgadas) | Artillería principal | Año de Const. |
| Chile | Chile        | Chile                      | Chile             | Chile               | Chile                | Chile         |
| --- | ------------ | -------------------------- | ----------------- | ------------------- | -------------------- | ------------- |
| Cochrane | 3560         | 3000                       | 9–12.8            | hasta 9             | 6x9 Inch             | 1874          |
| Blanco Encalada | 3560         | 3000                       | 9–12.8            | hasta 9             | 6x9 Inch             | 1874          |
| Perú |              |                            |                   |                     |                      |               |
| Huáscar | 1130         | 1200                       | 10–11             | 4½                  | 2x300–pounders       | 1865          |
| Independencia | 2004         | 1500                       | 12–13             | 4½                  | 2x150–pounders       | 1865          |
| W. Sater advierte que hay numerosas diferencias entre los autores sobre los datos técnicos de los buques, quizás porque se refieren a diferentes momentos. |              |                            |                   |                     |                      |               |

La guerra hispano-sudamericana había terminado para Chile con el bombardeo de Valparaíso y la casi completa destrucción de la flota mercante de Chile. Para el Perú, sin embargo, logró impedir la destrucción del Callao por parte de las fuerzas españolas. Esto significó que en Perú se creyese que sus fuerzas tenían un nivel continental muy por sobre las chilenas y que, posteriormente, se confiase en la existencia del tratado secreto para disuadir un ataque chileno, más aún con el esperado ingreso de Argentina a la alianza. Basadre lo expresa así:

Una de ellas era la conciencia, que precisamente esa opinión pública tenía, de que Perú ejercía una especie de patriarcado; los laureles del conflicto con España entre 1864 y 1866, después de improvisar una maquinaria bélica, ejercían aún su efecto embriagador.

José de Lavalle, Mariano I. Prado, la diplomacia peruana y la diplomacia argentina sabían fehacientemente que desde fines de 1874, con la llegada a Chile de la fragata blindada Cochrane, la balanza del poder naval se había inclinado definitivamente a favor de Chile y así quedó reflejado en los mensajes enviados desde Lima a Buenos Aires en que se ordena máxima cautela para no comprometer a Perú en una guerra entre Argentina y Chile. Prado lo sabía e intentó vanamente suspender las audaces correrías del Huáscar para no exponerlo a la superior Armada de Chile.

## Aspectos sociales y culturales
- diferencia en la apreciación del comienzo de la inferioridad naval peruana